# Limnephilus transcaucasicus
Limnephilus transcaucasicus är en nattsländeart som beskrevs av Martynov 1909. Limnephilus transcaucasicus ingår i släktet Limnephilus och familjen husmasknattsländor. Inga underarter finns listade i Catalogue of Life.